# گابریل تورشتنسن
گابریل تورشتنسن (انگلیسی: Gabriel Thorstensen; ۱ سپتامبر ۱۸۸۸ – ۱۴ ژوئن ۱۹۷۴) ژیمناست هنری اهل نروژ بود.